# Gears Tactics
Gears Tactics — компьютерная игра в жанре пошаговой стратегии. В качестве разработчиков выступают компании The Coalition и Splash Damage, а издателем — Xbox Game Studios. Версия для операционной системы Windows вышла 28 апреля 2020 года, а 10 ноября 2020 года состоялся выход игры на консолях Xbox One и Xbox Series X/S.

## Сюжет
События Gears Tactics происходят за 12 лет до начала оригинальной Gears of War. В качестве главного героя выступает Гейб Диаз, отец Кейт, главной героини Gears 5, который со своим отрядом противостоит учёному Саранчи Уккону.

## Разработка и выпуск
В качестве разработчиков проекта выступили компании The Coalition и Splash Damage. Gears Tactics является исключительно однопользовательской игрой.
Gears Tactics, наряду с Gears 5 и Gears Pop, была анонсирована 10 июня 2018 года на конференции Microsoft в рамках E3 2018. Следующий показ игры состоялся уже после выхода Gears 5 и Gears Pop, на The Game Awards 2019, где был показан трейлер и объявлена дата выхода игры — 28 апреля 2020 года для операционной системы Windows. Выход для консолей Xbox One, Series X и Series S запланирован на 10 ноября 2020 года; для Xbox Series X и Series S Gears Tactics станет игрой стартовой линейки.

## Отзывы и критика
Игра получила в целом положительные отзывы от критиков. Средний балл на агрегаторах оценок Metacritic и OpenCritic составляет 81 и 82 балла из 100 возможных соответственно.
| Сводный рейтинг       | Сводный рейтинг |
| Агрегатор             | Оценка          |
| --------------------- | --------------- |
| Metacritic            | 81/100          |
| OpenCritic            | 82/100          |
| Иноязычные издания    |                 |
| Издание               | Оценка          |
| Destructoid           | 9/10            |
| Game Informer         | 8,5/10          |
| GameRevolution        | 4/5             |
| GameSpot              | 8/10            |
| GamesRadar+           | 3,5/5           |
| GameStar              | 87/100          |
| IGN                   | 8/10            |
| PC Gamer (US)         | 83/100          |
| USgamer               | 4/5             |
| VG247                 | 3/5             |
| Русскоязычные издания |                 |
| Издание               | Оценка          |
| 3DNews                | 7,5/10          |
| StopGame.ru           | "Изумительно"   |